# Unión Demócrata Cristiana (Países Bajos)
La Unión Demócrata Cristiana era un partido neerlandés de Izquierda cristiana de confesión reformada (y relacionado con la pequeña y progresista iglesia reformada en reparada unión) de entreguerras.   
Nace de la fusión del partido popular protestante y los restos del partido cristiano demócrata y la liga de los socialistas cristianos en 1926 tras no conseguir ninguno de ellos entrar en la Cámara de Representantes de los Estados Generales en las elecciones del año anterior. El partido obtuvo un diputado en las elecciones de 1929 y 1933 y obtuvo en segundo en las de 1937. Siempre en su existencia estuvo en la oposición y fue muy crítico con los gobiernos holandeses coetáneos. En el sínodo que la Iglesia reformada neerlandesa celebró el 2 de octubre de 1936 prohibió a sus files militar en el partido por su radicalismo social. Prohibido por los nazis en el periodo de ocupación (aunque su dirigente Hendrik van Houten tuvo una actitud sui geneneris casi colaboracionista con los ocupantes) . Ya en la posguerra se une a La Liga Democrática por la Libertad de Pensamiento y el Partido Socialdemócrata de los Trabajadores (Países Bajos) para formar el Partido del Trabajo (Países Bajos). Aunque éxmilitantes fundarían el partido socialista pacifista a mediados de los 50.
El partido buscaba una sociedad justa basada en las preceptos bíblicos. Sus principios están basados en el pensamiento del teólogo Karl Barth. Aunque es un partido confesional reformado es socialmente progresista, aunque contrario a la lucha de clases. Su programa incluía la nacionalización de industrias y servicios básicos, participación de los trabajadores en la gestión y los beneficios de las empresas, política fiscal progresiva, la autodeterminación de las Indias Orientales Neerlandesas. Era contrario a todo tipo de guerras. También fue pionero en pedir acciones contra la contaminación y era contrario a la pena de muerte. Su electorado consistía en trabajadores de confesión reformada.

## Resultados electorales
| Año  | Votos        | %    | Resultado | +/- | Gobierno           |
| ---- | ------------ | ---- | --------- | --- | ------------------ |
| 1929 | 12.780 (#15) | 0,38 | 0/100     |     | Extraparlamentario |
| 1933 | 38.459 (#12) | 1,03 | 1/100     | 1   | Oposición          |
| 1937 | 85.004 (#9)  | 2,09 | 2/100     | 1   | Oposición          |

## Enlaces
- Esbozo histórico del partido